# Willye White
Willye Brown White (ur. 31 grudnia 1939 w Money w stanie Missisipi, zm. 6 lutego 2007 w Chicago) – amerykańska lekkoatletka, wicemistrzyni olimpijska w skoku w dal i sprinterskim biegu sztafetowym.
Czarnoskóra White uprawiała biegi i skok w dal od 10. roku życia. Jako uczennica szkoły średniej Broad Street High School w Greenwood (Mississippi) zakwalifikowała się do ekipy amerykańskiej na igrzyska olimpijskie w Melbourne (1956), gdzie z wynikiem 6,09 m sięgnęła po srebrny medal, ulegając jedynie Polce Elżbiecie Duńskiej. Był to pierwszy medal amerykańskiej skoczkini w dal w historii.
W 1959 White ukończyła szkołę średnią i przeniosła się do Chicago. Pracowała jako pielęgniarka, potem w administracji służby zdrowia (w 1965 uzyskała bakalaureat z zarządzania służbą zdrowia na uniwersytecie w Chicago). Kontynuowała treningi lekkoatletyczne pod kierunkiem Eda Temple z Uniwersytetu Stanowego Tennessee (prowadzącego również kadrę narodową) i uczestniczyła w kolejnych zawodach międzynarodowych. W 1959 zdobyła brąz igrzysk panamerykańskich w skoku w dal. Rok później po raz drugi uczestniczyła w igrzyskach olimpijskich, ale tym razem odpadła już w eliminacjach skoku w dal. Start olimpijski w Tokio w 1964 ponownie przyniósł jej wicemistrzostwo igrzysk, tym razem w sztafecie 4 × 100 m; White otwierała bieg, a partnerowały jej Wyomia Tyus, Marilyn White i Edith McGuire. Amerykańska sztafeta przegrała z Polkami, a wyprzedziła Brytyjki. W konkursie skoku w dal na tokijskich igrzyskach White uplasowała się na 12. miejscu. Startowała jeszcze na dwóch olimpiadach jako skoczkini, zarówno w Meksyku (1968), jak i Monachium (1972) zajmując 11. miejsce. Była pierwszą reprezentantką USA, uczestniczącą w pięciu igrzyskach olimpijskich.
Z innych sukcesów sportowych White należy wymienić medale igrzysk panamerykańskich w skoku w dal; poza brązowym krążkiem w 1959 zdobywała złoto w 1963 i ponownie brąz w 1967, a także złoto w sztafecie 4 × 100 metrów w 1963. Była dwanaście razy mistrzynią kraju. Ustanowiła siedem rekordów USA, z czego ostatni (6,55 m) przetrwał szesnaście lat. 34 razy powoływano ją do reprezentacji USA na mecze międzypaństwowe, w tym kilkakrotnie na konfrontacje z silną ekipą radziecką.
Pozostała związana ze sportem po zakończeniu aktywnej kariery zawodniczej. Jako trenerka prowadziła m.in. reprezentację na Pucharze Świata w 1981. Reprezentowała lekkoatletykę w Komitecie Olimpijskim USA. W 1991 założyła fundację swojego imienia, pomagającej młodym dziewczętom w odnalezieniu się w dorosłym społeczeństwie, m.in. poprzez programy sportowe. Otrzymała wiele wyróżnień, w tym międzynarodową nagrodę fair play UNESCO im. Pierre Coubertina. W 1999 „Sports Illustrated for Women” umieściło ją w pierwszej setce największych zawodniczek XX wieku, a w 2002 znalazła się w czołowej dziesiątce najwybitniejszych zawodniczek afroamerykańskich pisma „Ebony”. Jej nazwisko wpisano do kilkunastu Hall of Fame, w tym Amerykańskiej Federacji Lekkoatletycznej i sportu afroamerykańskiego.
Zmarła w lutym 2007 po chorobie nowotworowej (rak trzustki).

## Medale olimpijskie
- Melbourne 1956 – 2. miejsce w skoku w dal
- Tokio 1964 – 2. miejsce w sztafecie 4 × 100 m